# Искусство
«Искусство» (укр. Мистецтво) ― російськомовний літературно-мистецький часопис, який 1921 року, накладом 500 примірників, публікувався у Вітебську. Загалом вийшло 6 номерів.

## Історія
Часопис започаткувала Віра Михайлівна Єрмалаєва, тодішня директорка Вітебської народної школи мистецтв, яку 1921 року перейменували на Вищу державну художньо-технічну майстерню.
Часопис був органом мистецького підрозділу відділу народної освіти Вітебського губернського виконавчого комітету та Спілки працівників мистецтв Вітебська. 1922 року його об'єднали з часописом «Працівник освіти», новий журнал став друкуватися під назвою «Працівник освіти й мистецтва».

## Зміст часопису
У часописі публікувалися статті та нариси про художнє, музичне та театральне життя Вітебська, про створення музеїв (рос. «О музейном строительстве и витебском Музее современного искусства»), про пам'ятки археології Вітебщини (рос. «Заметки о составлении археологической карты Витебской губернии» В. Зянковича), п'єси, поставлені у Вітебському театрі революційної сатири, огляди художніх виставок, художньо-літературні маніфести та ін. У першому номері було опубліковано програмний маніфест Казимира Малевича «Unovis». Інколи тексти ілюструвалися репродукціями (приміром, кубофутуристичними гравюрами Віри Єрмолаєвої та інших). Серед дописувачів часопису ― М. Кунін, М. Малько, П. Медведєв, М. Пустінін та інші.